# Amphiliidae
Amphiliidae – rodzina małych słodkowodnych ryb sumokształtnych (Siluriformes). Obejmuje około 100 gatunków.

## Zasięg występowania
Szeroko rozprzestrzenione w tropikalnej strefie Afryki. Najliczniej spotykane są w strumieniach na dużych wysokościach. Większość gatunków może przylgnąć do skał w szybko płynących strumieniach.

## Cechy charakterystyczne
3 pary wąsików (wąsiki nosowe nie występują). Krótkie podstawy płetwy grzbietowej i odbytowej. W płetwach: grzbietowej i piersiowych nie występują kolce (słabo rozwinięte u Leptoglaninae i Trachyglanis). Obecna jest płetwa tłuszczowa. 
Maksymalna długość 19 cm, ale większość przedstawicieli tej rodziny ma mniej niż 12 cm.

## Klasyfikacja
Rodzaje zaliczane do Amphiliidae grupowane są w 3 podrodzinach:
- Amphiliinae: Amphilius — Paramphilius
- Leptoglaninae: Dolichamphilius — Leptoglanis — Psammphiletria — Tetracamphilius — Zaireichthys
- Doumeinae:  Andersonia — Belonoglanis — Congoglanis — Doumea — Phractura — Trachyglanis

Rodzajem typowym jest Amphilius.